# Antonio García Duarte
Antonio García Duarte (Antequera, província de Màlaga, 4 de desembre de 1919- Madrid, 25 de gener del 2009) va ser un sindicalista i polític espanyol, senador fins a la V legislatura del Senat d'Espanya.

## Biografia
Amb 14 anys va ingressar a les Joventuts Socialistes d'Espanya, i amb 17 anys s'allistà en l'exèrcit republicà durant la guerra civil espanyola i assolí la graduació de capità. En acabar la guerra fou empresonat a Màlaga, però l'indultaren el 1942 i marxà a Barcelona, on participà en la reorganització de la UGT, del PSOE i de les Joventuts Socialistes de Catalunya. Però fou detingut i torturat, de manera que el 1949 marxà a França, d'on no tornà fins al 1976.
Va ser membre de les Comissions Executives del PSOE i de la UGT, Secretari General de les Joventuts Socialistes i redactor cap d'"El Socialista". Formà part de la Comissió Gestora elegida en el XXVIII Congrés del PSOE. També va ocupar càrrecs en la direcció de la Confederació Internacional d'Organitzacions Sindicals Lliures (CIOSL), i en la Confederació Europea de Sindicats (CES).
Va tornar a Espanya al començament de 1976 sent Secretari d'Organització de la UGT per accelerar la reorganització del sindicat. En les eleccions generals del 15 de juny de 1977 va ser escollit senador per la província de Màlaga. Va repetir com a senador fins a 1996. Va ser escollit també regidor de l'ajuntament d'Antequera entre 1979 i 1983. Va rebre l'any 1996 la Medalla de l'Ateneu de Màlaga. En 2007, va rebre la Medalla d'Or de la Ciutat de Màlaga i el títol de fill adoptiu de la ciutat.